# مجلس الملك الخاص بكندا
مجلس الملك الخاص بكندا (بالإنجليزية: King's Privy Council for Canada)‏: يُعد المجموعة الكاملة من المستشارين الشخصيين لملك كندا فيما يتعلق بالشؤون الدولية والدستورية. من الناحية العملية، فإن مبادئ الحكومة المسؤولة تتطلب من العاهل أو نائبه (الحاكم العام لكندا) أن يتبع عادةً النصيحة المقدمة فقط من قبل مجلس الوزراء: اللجنة التي تتألف عادةً من أعضاء منتخبين في مجلس العموم.
يتم تعيين أعضاء المجلس الخاص للحياة من قبل الحاكم العام بناءً على نصيحة رئيس الوزراء في كندا، مما يعني أن المجموعة تتألف في الغالب من وزراء سابقين، بالإضافة إلى بعض الأعضاء الآخرين الذين يتم تعيينهم تكريمًا. يتم منح أعضاء المجلس استخدام لقب شرفي وحروف مركبة تضاف بعد الاسم، بالإضافة إلى علامات تميز متنوعة تشير إلى ترتيب الأولوية.

## الملك في المجلس
حكومة كندا، والتي تشار إليها رسميًا بحكومة جلالته، حيثُ تُعرّف حكومة كندا في الدستور الكندي على أنها السلطة السيادية التي تتصرف بناءً على نصيحة مجلس الوزراء؛ ما يُعرف تقنيًا بالملك في المجلس و في بعض الأحيان يُعرف بـ "الحاكم في المجلس". يُشار إلى الحاكم العام لكندا بوصفه نائب الملك، أو بوصفه العاهل في المجلس. يُصف هذا الفريق من الأشخاص بأنه "مجلس للمساعدة والتوجيه في حكومة كندا، يحمل اسم مجلس الملكة الخاص في كندا".
على الرغم من ذلك، بموجب التقليد، تقع مهمة تقديم المشورة للعاهل والحاكم العام (وفقًا لنظام الملكية الدستورية والحكومة المسؤولة، هذا عادةً ملزم) حول كيفية ممارسة الصلاحيات الملكية من خلال الأوامر الخاصة للمجلس مع مجلس الوزراء - وهو لجنة في مجلس الوزراء تتألف من وزراء آخرين يتم اختيارهم من ويتحملون المسؤولية تجاه مجلس العموم في البرلمان. هذا الهيئة متميزة ومتشابكة في الوقت نفسه داخل مجلس الوزراء، حيث يشغل رئيس مجلس الوزراء الخاص بالملك لكندا عادةً أحد أعضائه، ويحصل وزراء الحكومة على المساعدة في أداء واجباتهم من مكتب مجلس الوزراء، الذي يتولى إدارته أمين مجلس الوزراء.
بينما يتعامل مجلس الوزراء بشكل خاص مع الوظائف العادية واليومية لمجلس الملك، فإن المناسبات ذات الأهمية الوطنية الأوسع، مثل إعلان ملك جديد لكندا بعد وفاة العهد الملكي أو منح الأزواج الملكية، ستتولاها المسؤولون الأكثر كبارًا في مجلس الوزراء، مثل رئيس الوزراء ورئيس المحكمة العليا في كندا وكبار الدولة الآخرين. على الرغم من أن جميع أعضاء مجلس الوزراء مدعوون لهذه الاجتماعات نظريًا، إلا أن تكوين الاجتماع يتحدد عمليًا من قبل رئيس الوزراء في ذلك اليوم. النصاب القانوني للاجتماعات في مجلس الوزراء هو أربعة أعضاء.